# أحمد موسوي
أحمد موسوي (بالفارسية: احمد موسوی) هو لاعب كرة قدم إيراني في مركز ظهير ‏، ولد في 4 فبراير 1992 في دورود في إيران. لعب مع نادي باس همدان ونادي راه آهن.